# Epidendrum tridactylum
Epidendrum tridactylum Lindl., 1838 , è una pianta della famiglia delle Orchidacee originaria del Sud America.

## Descrizione
È un'orchidea epifita di medie dimensioni che cresce, in zone montane, su alberi della foresta tropicale, occasionalmente può essere anche litofita. Presenta uno stelo snello, fusiforme, avvolto alla base da 4 o 5 guaine fogliari membranose, di breve durata. Le foglie sono di forma lineare-oblunga e ottuse all'apice. La fioritura avviene in primavera e si realizza mediante un'infiorescenza paniculata, arcuata, ricadente che porta numerosi fiori ricoperti da brattee floreali rugose. I fiori sono grandi da uno a due centimetri, hanno colori molto variabili e si caratterizzano per il labello, così evidentemente trilobato da richiamare tre dita, da cui il nome della specie.

## Distribuzione e habitat
La specie è originaria del Sud America e in particolare di Ecuador, Perù, Brasile e Bolivia.
Cresce su pendii rocciosi, come epifita e occasionalmente litofita, in territori montani, a quote attorno ai 1900 m sul livello del mare.

## Sinonimi
Amblostoma tridactylum (Lindl.) Rchb.f., 1863

Amblostoma cernuum Scheidw., 1838

Epidendrum tridactylum var. pallidum Knowles & Westc., 1838

Epidendrum amblostoma Rchb.f., 1854

Amblostoma densum Rchb.f., 1872

Epidendrum citrinum Barb.Rodr., 1877, nom. illeg.

Amblostoma densum Rchb.f., 1878

Amblostoma dusenii Kraenzl., 1911

## Coltivazione
Questa pianta necessita poca acqua ed esposizione all'ombra e gradisce temperature fresche, in particolare dopo la fioritura..